# Gáspár Antal
Gáspár Antal, 1909-ig Reich Antal (Kalocsa, 1889. március 22. – Budapest, Józsefváros, 1959. december 30.) festő, grafikus, karikaturista.

## Pályakezdése
Reich Vilmos kereskedő és Rozai (Rozsai) Eugénia fiaként született. Gyermekkorában kitűnt rajzaival, visszaemlékezése szerint „firkálása” révén sok időt töltött az iskolai szamár-padban. Korabeli élclapok rajzain és humorán nevelkedett gyermek számára a rajzolás és festés természetes közegévé vált hamar. Tizenkét évesen már a „Gyermekújság” rajzoló munkatársai közé tartozott és „Gáspár apó” néven illusztrálta, a maga költötte gyermekmeséit. Egy évvel később pedig már az országos élclap, a Kakas Márton közölte rajzait, igaz ide, egy ötlettől vezérelve, futárfiúval küldette el első rajzait, tartva attól, nem veszik komolyan egy pelyhedző állú kamasz fiú személyes jelenlétét. Tanulmányait az iparrajz iskolában folytatta, miközben első rajzai országos lapok hasábjain jelentek meg. Az Üstökös számára 1906-tól, mintegy nyolc éven át készített politikai portré karikatúrákat.
1908-ban, 19 évesen már a korszak jelentős és ismert rajzolóival, Linek Lajossal és Polgár Mártonnal közösen állított ki, a karikatúra tárlaton az Upor-Kávéházban. Gyors munkatempója, könnyedebb egyéni stílusa, modern és korszerűnek számító egyszerű vonalvezetése révén népszerű és foglalkoztatott karikaturistája lett a XX. századelő hazai sajtó és élclap világának. Magyar Figaro, a Pikkoló lapok mellett szinte egy időben rajzolt a Magyar Miska, Bohó Misi, a Móka, az Erdélyi Bakter, a Villám és Mátyás Diák vicclapoknak is. Rajzai számtalan más nem élclapjellegű hetilapban, kalendáriumokban megjelentek illusztrációként. Közel öt évet töltött a fronton, majd alapvetően baloldali gondolkodása miatt a Tanácskormányzást követően önként elhagyta az országot. Baloldali gondolkodása nem azonosult a kommunizmus fogalomkörével, inkább együttérzést képviselt a szegényebb, a kiszolgáltatott helyzetben élő tömegekkel. Politikai karikaturista lévén a mindenkori kormányok, és hatalmasságok tettei, botlásai voltak élcelődéseinek tárgya, amely épp annyira bosszantotta a regnáló kormányok képviselőit, legyen az jobb, vagy baloldali beállítottságú.

## Életútjának új korszaka
Kényszerű emigrációja során berlini, és bécsi lapoknak dolgozott, majd a politikai enyhülést követően, 1925-től visszatért Magyarországra. Itthon közben minden megváltozott. A kávéházi kultúra egyszerűsödött, eltűntek a régi megszokott helyek, és arcok, eltűntek kevés kivétellel az élclapok, szerkesztőségek. Karikatúrákat többnyire a napilapok, hetilapok közöltek. Külföldi tartózkodás, a kinti tapasztalatok alapvetően megváltoztatták, megújították Gáspár rajzi stílusát. S jó néhány évvel utóbb, a java-férfi Gáspárból kirobbant egy remek, hetyke-fürge legény, mint a kis-mókus, az odvas fából, úgy ugrott ki. Annyira az egyik napról a másikra változott át, hogy olyannak tűnt, mintha valamely varázsló cserélte volna ki, kezestül, de a szívét, az agyvelejét is. Egyszerre minden modern lett, friss és hallatlanul szellemes. Mások – leggyakrabban – utóbb elfáradnak. Ő sokkal utóbb lett tüzesen friss. – írta róla egykori szerkesztője, Paulini Béla. Rajzai révén a leghosszabb ideig regnáló magyar élclap, a Borsszem Jankó vezető rajzolója lett a lap megszűnéséig (1934). Rajzokat ide, még az emigrációja idején is küldött ide rendszerességgel postai úton 1919-től fogva.

## Életútja 1930–1959
1930-tól jobbára országos napilapoknak dolgozott. 1930-1934 között a Pesti Hírlap hasábjain jelentek meg rajzai olyan kollégák társaságában mint Gömöry Imre, és Mocsay Béla. A Pesti Hírlap évi kalendáriumainak számtalan rajzát, karikatúráját, és illusztrációit készítette, miközben rajzolt az Ojság, a Herkó Páter, és Bolond Istók élclapok egyes számaiba is. 1934-től közel három éven át a Budapesti Hírlap állandó munkatársa lett. Majd 1937-től a háború végéig visszatért a Pesti Hírlap szerkesztőségében napi szinten készítette rajzait, miközben az Esti Kurír, a Függetlenség, a Friss Újság és az Esti Újság, a Színházi Élet, és később a Színházi Magazin is közölte rendszeresen munkáit. Az ostromot Budapesten élte át, és az 1945 után meginduló sajtó világa sem nélkülözte Gáspár megunhatatlan rajzi mókázó kedvét.
1945-1948 közötti időszakban töretlen munkabírással, valósággal ontotta a rajzait. A Szabad Száj, a Pesti Izé, a Fűrész, a meginduló Ludas Matyi vicclapok mellett rajzolt a Hírlap, a Kossuth Népe, Képes Figyelő, a Képes Hét, a Rádióélet, valamint az Irodalmi Újság számára. Tapasztalt és sok politikai kurzust megélt karikaturistaként az 1945-ben elinduló Ludas Matyi egyik vezető rajzolója lett. Számos címlap, politikai portré karikatúra fűződik nevéhez. Értem én a viccet, értem, csak nem szeretem – mondás forgott közszájon ekkoriban, a legenda szerint – az 1948-ban készült három Rákosi Mátyásról készített és publikált karikatúrája kapcsán. Mindezzel együtt a baloldali gondolkodása révén az új rendszer elfogadta Őt, s a Ludas Matyi egyik meghatározó rajzolója maradt egészen 1959-ben bekövetkezett haláláig. Az 1957-ben elinduló Füles hetilap több címlaprajzát Ő adta, s 1958-ig a lap számaiban jelentek meg rajzai. Munkásságát 1950-ben – a karikatúrarajzolók közül elsőként – érdemes művész elismeréssel díjazták. Magyar Újságírók Országos Szövetsége elnökévé választották, és társelnöke volt haláláig a Magyar Újságrajzoló Művészek Egyesületének.

## Munkásságáról
Gáspár mind a telitalálat szövegezésnek, mind a szellemes rajzainak egyedüli szerzője ő maga volt, a harmincas évek szokásival ellentétes módon. Olyan nevezetes rajzok kerülnek ki keze alól már igen fiatalon, amelyek poénjai szinte napok alatt bejárják az országot, és a köztudatban keringenek ma is. A politikai rajzoló karikaturisták állandó harcot vívnak az idővel. Ami ma még egy rajzban megjelenő időzített bomba, amely akkor lép működésben amikor azt megtekintik, felfogják a csattanóját, nagyot szól ahogy mondani szokás, az lehet már holnapra egy halkan elpukkanó szappanbuborék, mosolyt csal csupán az arcokra. Gáspár karikatúrái is többnyire napi kül- és belpolitikai eseményekhez kapcsoltak, ezért jó néhány rajzához ma már szövegmagyarázatokat kell fűzni, hiszen a tollára fűzött személyek túlnyomó többségét elfújta a történelem szele. (tegyük hozzá: így a jó), így hát nem ismertek ma már ezen személyek jó része, sőt maguk az élcelődésül kiválasztott események is a történelem ködébe vesznek. Legidőtállóbb munkái, mély emberségről, nagy bölcsességről, a konkrét eseményeken túlmutató örök-érvényű értékekről vallanak. Rajzai figyelemfelhívóak, egyenes beszédűek, nyíltak, kedves humorral átszőve tartanak tükröt, egyfajta gáspári görbe tükröt a mindenkori olvasó elé. Cél a jobbító szándék, a kritika pedig minden alkalommal szabad és független, szókimondó és befolyásolhatatlan, de ugyanakkor sohasem sértő, mindenkor meglepő és ha meleg szívvel korholó is, de szeretettel simogató is. Rajzai szinte mindenkor országos lapokban jelentek meg, s így fanyar humora, kiváló jellem és korrajzai széles társadalmi körökhöz eljutva, nemzedékek számára jelentettek mérvadó állásfoglalást sokakat érintő témákról.

## Könyvei
- Gáspár Antal: Ne te ne – Budapest., 1911
- Nagy Imre: Dr. Klein – 1922
- Gáspár Antal: A magyar politika görbe tükre. Budapest, 1934
- Gáspár Antal: A békéért – 1950
- Szokoly Endre – Gáspár Antal: És Gömbös Gyula a kapitány – Gondolat Könyvkiadó, Budapest., 1960

## Kiállítások
- 1908 Linek Lajos – Polgár Márton – Gáspár Antal kiállítása – Upor Kávéház, Budapest
- 1930 – Gáspár Antal Kiállítása – Budapest
- 1947 – II. Magyar Karikatúra Kiállítás – Nemzeti Szalon, Budapest
- 1951 – Harmadik Magyar Karikatúra Kiállítás – Budapest
- 1952 – II. Magyar Képzőművészeti Kiállítás – Műcsarnok, Budapest
- 1953 – III. Magyar Képzőművészeti Kiállítás – Műcsarnok, Budapest
- 1959 – Életmű-kiállítás – MÚOSZ székház, Budapest
- 2005 – KÉSDOBÁLÓ PARLAMENT – Gáspár Antal (1881-1959) és kortársainak politikai karikatúrái – kArton Galéria, 2005. Budapest